# Bronisława Grabska
Bronisława Kornelia Grabska (ur. około 1830 w Niegolewie, zm. 26 lipca 1912 w Zakopanem) – polska działaczka turystyczna i społeczna.
Od 1887 do 1895 była delegatką Towarzystwa Tatrzańskiego w Poznaniu (wcześniej członkinią tej organizacji). Propagowała turystykę tatrzańskią w Poznaniu i na terenie Wielkiego Księstwa Poznańskiego. Po 1897 większość roku spędzała już w Zakopanem. Od około 1900 osiadła tam na stałe. Zakupiła własną willę - "Za Potokiem" (ulica Kasprusie). Była członkinią zarządu koła Towarzystwa Szkoły Ludowej (1897-1899). W 1901 weszła do zarządu Towarzystwa Upiększania Zakopanego. Od 1901 do 1907 kierowała Towarzystwem Pomocy Naukowej (opiekowała się młodzieżą ze Szkoły Przemysłu Drzewnego). Od 1908 była także przewodniczącą Towarzystwa św. Salomei.  
Pochowana na Nowym Cmentarzu w Zakopanem, ale jej grób nie zachował się - został przekopany, a na jej miejscu spoczywa Stanisław Sławiński.